# Football Manager 2015
Football Manager 2015 (также Football Manager 15, или FM15) — компьютерная игра, симулятор футбольного менеджмента, часть серии Football Manager. Игра разработана компанией Sports Interactive для платформ Microsoft Windows и Mac OS X, выпущена Sega 7 ноября 2014 года.

## Релиз
Релиз игры состоялся 7 ноября 2014 года через сервис цифрового распространения компьютерных игр и программ «Steam».

## Режимы игры

### Football Manager
Является полнофункциональным режимом игры. Отличается от «Football Manager Classic» большими возможностями для управления клубом.

### Football Manager Classic
Данный режим, впервые появившийся в Football Manager 2013, позволяет игрокам завершить футбольный сезон за меньшее время, чем в обычном игровом режиме. В нём сохранены 3D-движок матча и база данных по игрокам и служащим клуба, но упрощены способы управления клубом, что позволяет игрокам сфокусироваться на ключевых аспектах игры и успешно провести каждый матч. Игрок может полностью завершить сезон примерно за 7 часов игрового процесса. Геймплей в этом режиме немного «порезан»: так, например, клуб не может быть наказан ФФП, однако руководство не позволит вам разбрасывать деньги направо и налево. Также в этом режиме отсутствует заявочный лист игроков, некоторые пункты по которым игроки могут быть недовольны и т. д.

### Испытания
Режим игры, в котором вам дается какое-то конкретное задание (например, с командой, состоящей из молодых игроков, не вылететь из чемпионата). Ваша главная задача — выполнить его.

## Отзывы
| Сводный рейтинг | Сводный рейтинг |
| Агрегатор       | Оценка          |
| --------------- | --------------- |
| GameRankings    | 79,06 %         |